# 5962 Shikokutenkyo
Az 5962 Shikokutenkyo (ideiglenes jelöléssel 1990 HK) a Naprendszer kisbolygóövében található aszteroida. Tsutomu Seki fedezte fel 1990. április 18-án.